# Chiesa di San Rocco (Vigevano)
Con chiesa di San Rocco si intendono diverse chiese di Vigevano, costruite nel corso dei secoli e oggi tutte scomparse.

## Le chiese
Il culto di San Rocco a Vigevano e in Lomellina è molto antico e risalirebbe probabilmente al XIV secolo.
La prima chiesa vigevanese ad essere dedicata al santo, detta San Rocco fuori le mura, venne costruita nel XV secolo e si trovava dove attualmente è situata la chiesa della Madonna di Pompei, costruita appunto sui suoi ruderi. Scriveva Simone dal Pozzo: "Questa Chiesa quale ha nome Porta Nova si scrive porta S. Rocco. È stata similmente distrutta due volte dalle guerre passate e sempre riedificata dal popolo vicino". Secondo Stefano Brambilla, quella chiesa "fuori della Città, chiamavasi S. Rocco vecchio, perché era antica, e diede il nome alla porta della Città vicino alla Rocca nuova, alias detta porta Nuova". Nel 1646 venne chiusa al culto e utilizzata come legnaia, fino alla demolizione nel 1922.
La seconda, detta San Rocco vecchia, venne edificata nel 1576, di fronte alla chiesa di San Pietro Martire, nell'odierna piazza Beato Matteo. Venne demolita nel 1645.
La terza chiesa, chiamata San Rocco nuova, fu eretta nel 1648. Si trovava sull'angolo formato da via del Popolo e corso Umberto I (oggi corso della Repubblica). Nel 1801 venne chiusa e venduta.
Attualmente è presente sul territorio una chiesa dedicata a San Rocco e a San Sebastiano, all'interno del cimitero di Vigevano.